# Igazságügyi palota (Budapest, Markó utca)
A Markó utcai Igazságügyi palota egy törvénykezési épület Budapesten, amely eredetileg a magyar Igazságügyi Minisztérium számára készült, jelenleg a Kúria működik benne.

## Története
Míg a Magyar Királyi Kúriának otthont adó 1896-os Kossuth téri Igazságügyi Palota a századfordulón megoldotta a bírósági csúcsszervek elhelyezését, az igazságügyi minisztériumnak nem volt valódi otthona. Így született meg 1911 márciusában a döntés, hogy az igazságügyi tárcának otthont adó épület a Markó utca 16. szám alatti telken épüljön fel.
A tervezéssel Fellner Sándort bízták meg, de az építést felügyelő bizottság tagja volt Hauszmann Alajos is. Az építkezés 1913 februárjában kezdődött, s 1918 novemberében fejeződött be. Az épület ünnepélyes átadásán a tervek szerint IV. Károly magyar király is jelen lett volna, de az esemény az 1918. évi őszi forradalmi események miatt elmaradt.
Az igazságügyi tárca 1945-ig használta az épületet, amelybe később különböző állami szervek költöztek.
1951-ben az immár Legfelsőbb Bírósággá átnevezett legfelsőbb bírói fórumot az 1896-os Igazságügyi Palotából a volt Közigazgatási Bíróság épületébe (Budapest, I. ker. Fő utca 1.) költöztették. A Legfelsőbb Bíróság csak 1980-ban, az ipari minisztériumok átszervezésekor költözött vissza az igazságügyi negyedbe, az 1918-as Igazságügyi Palotába, amely a Kúria mellett a Legfőbb Ügyészségnek és a Fővárosi Ítélőtábla Büntető Kollégiumának is otthont ad.

## Képtár

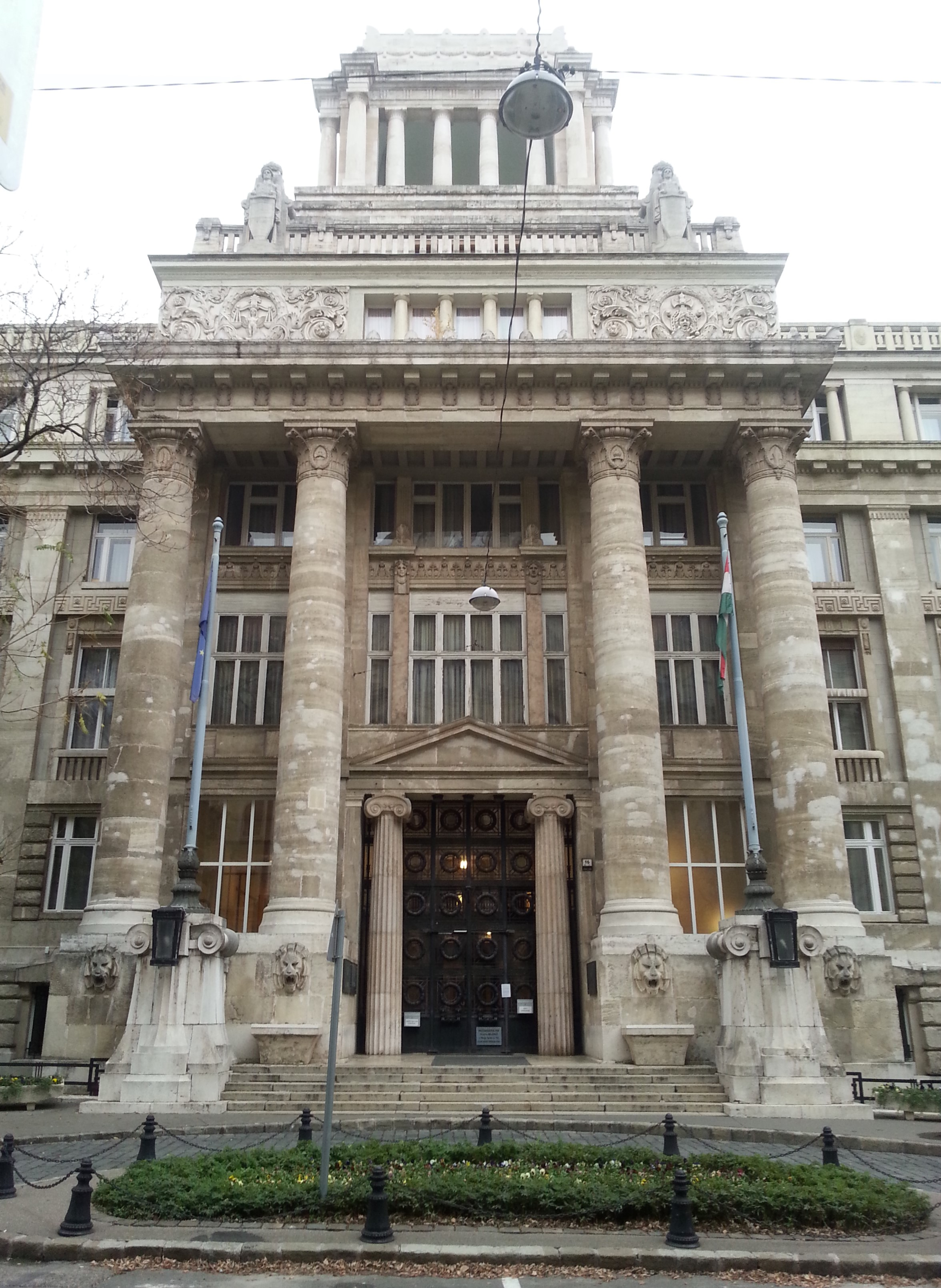
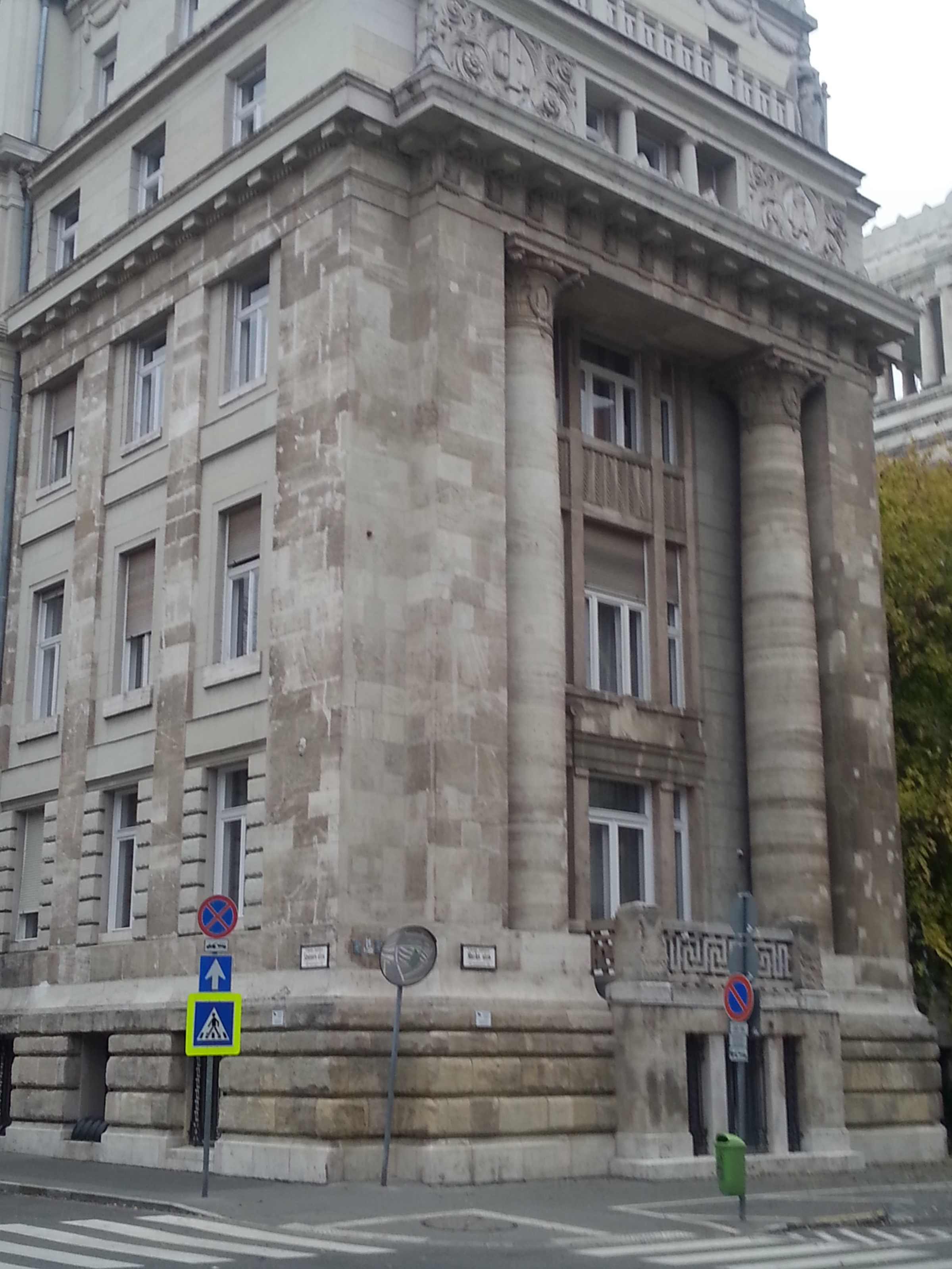
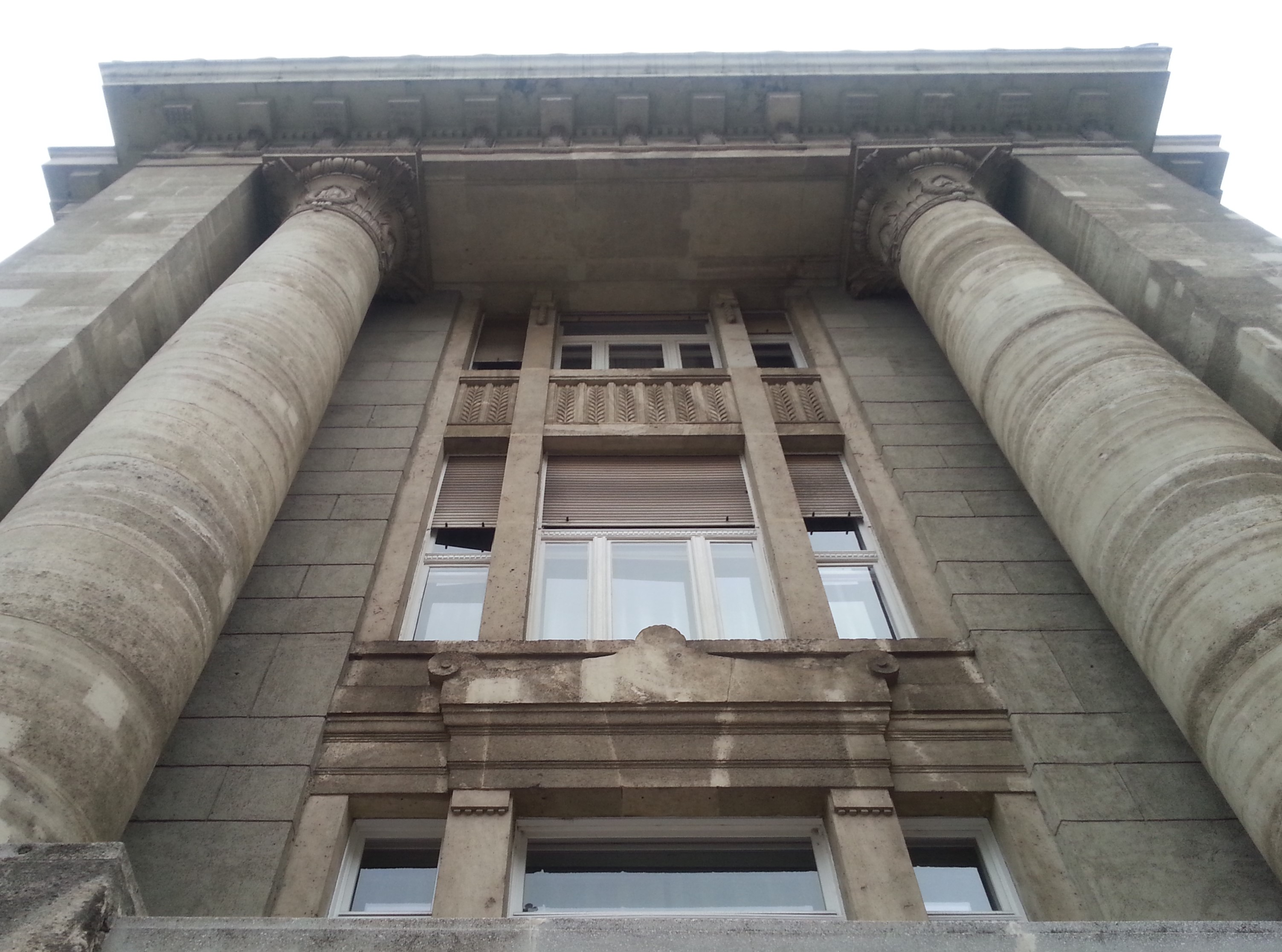
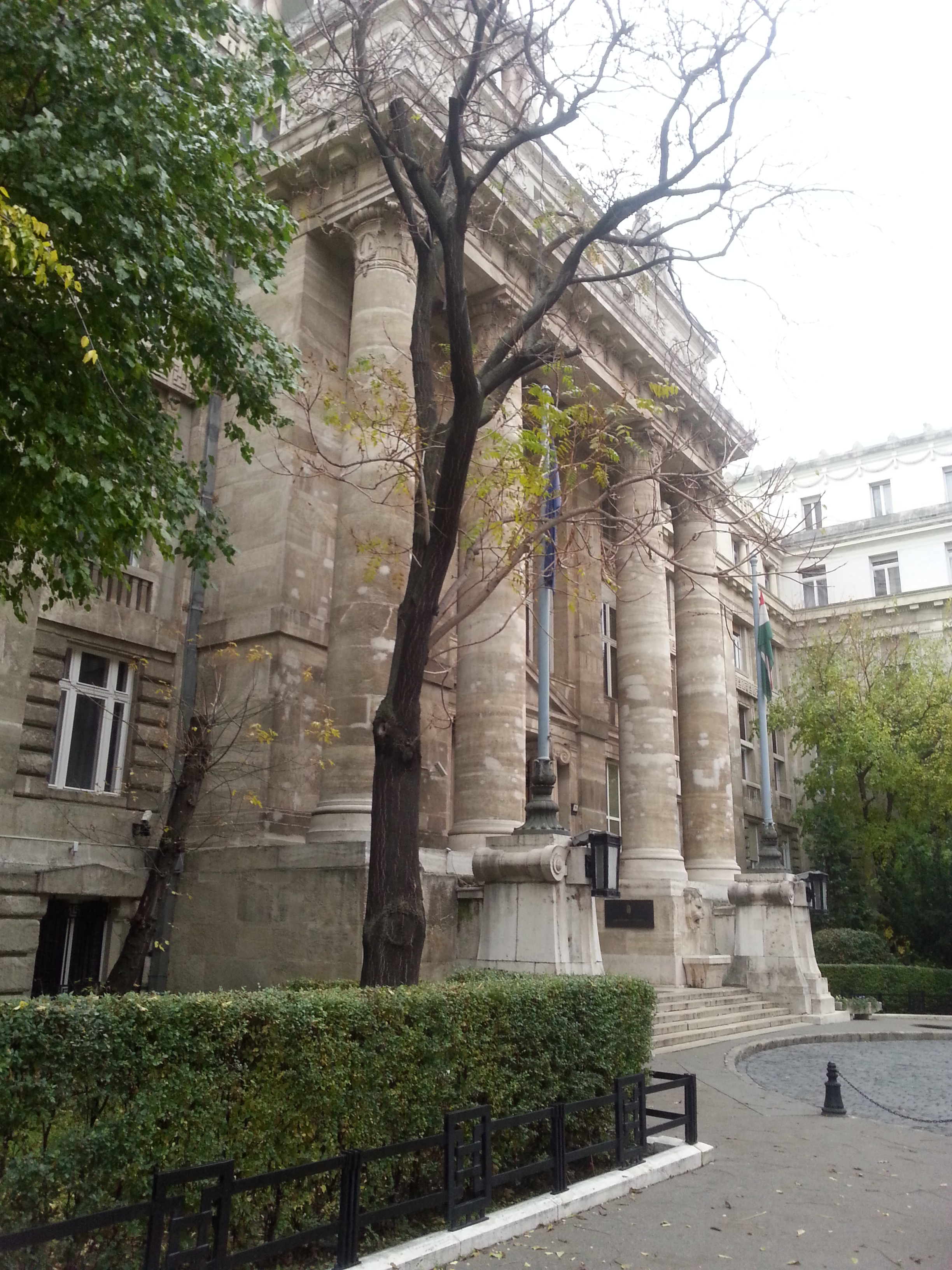
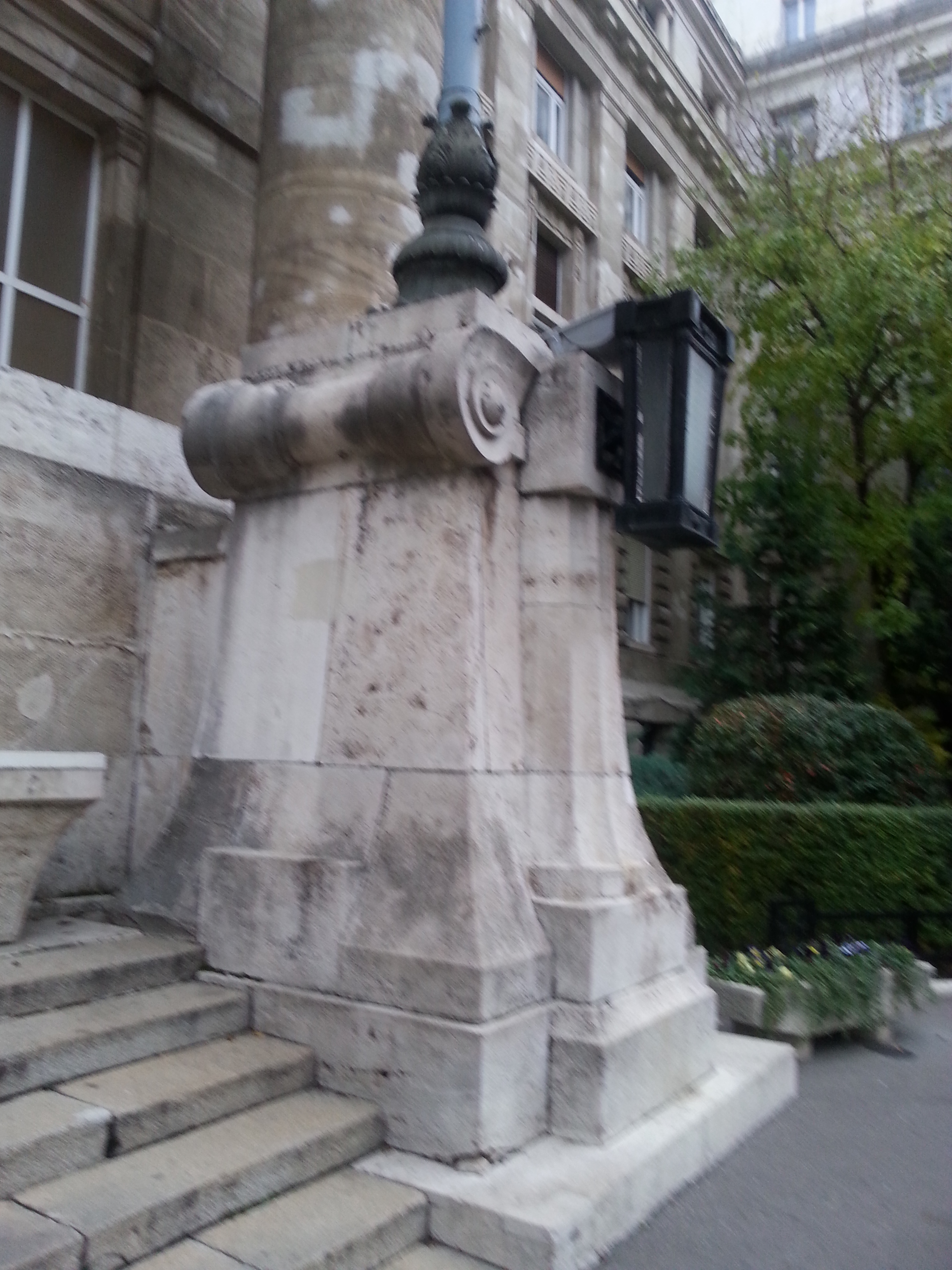
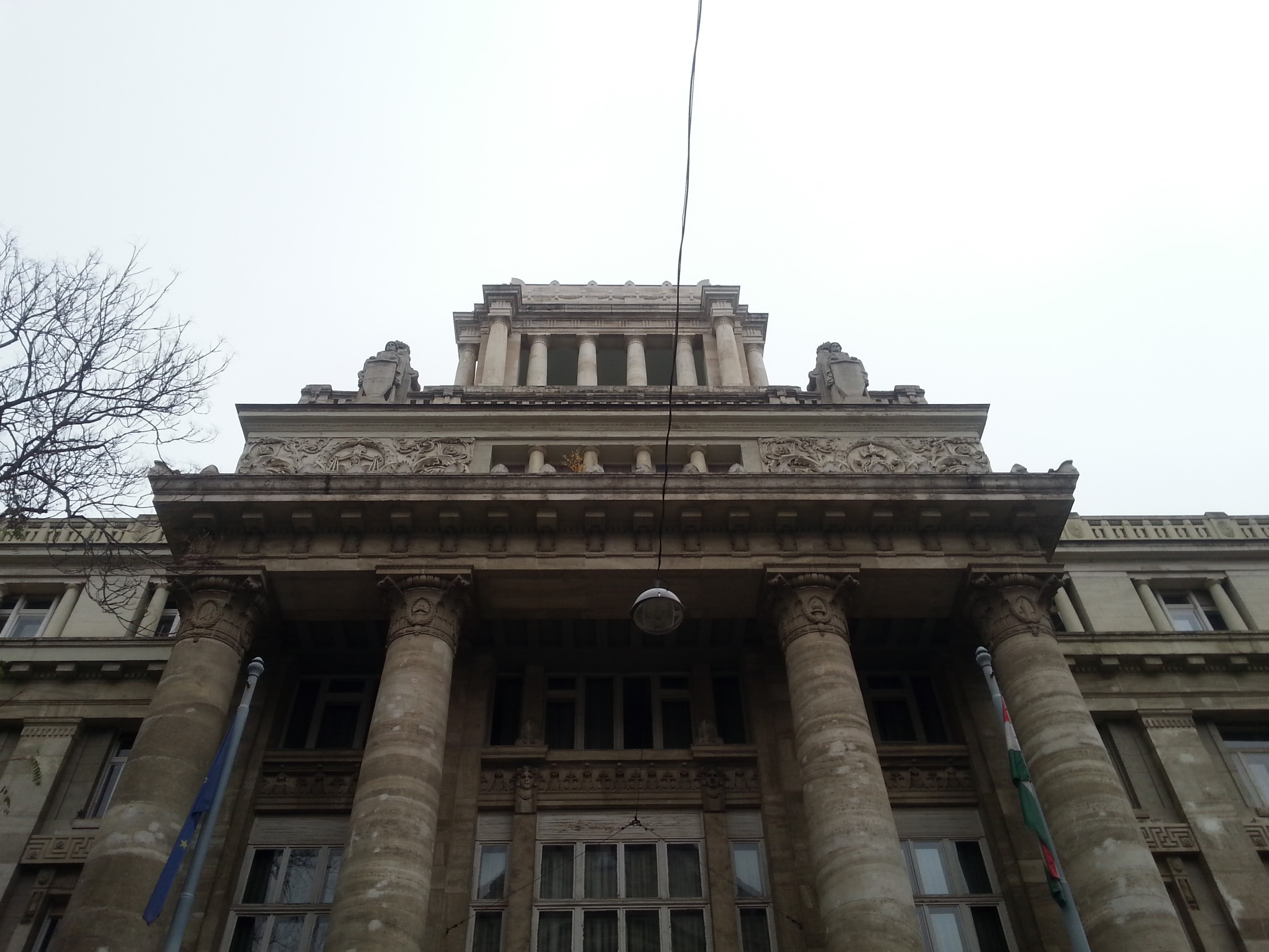
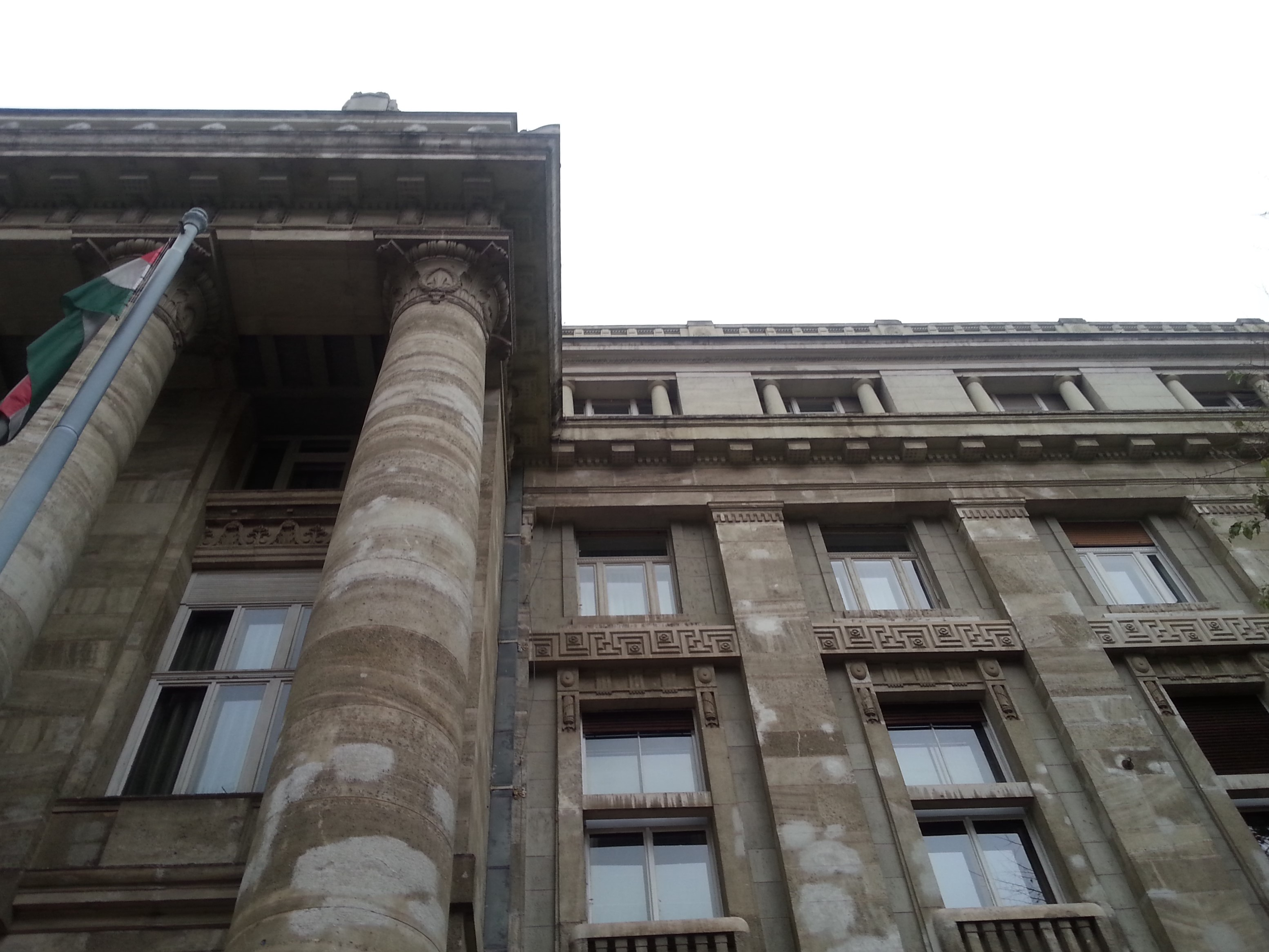
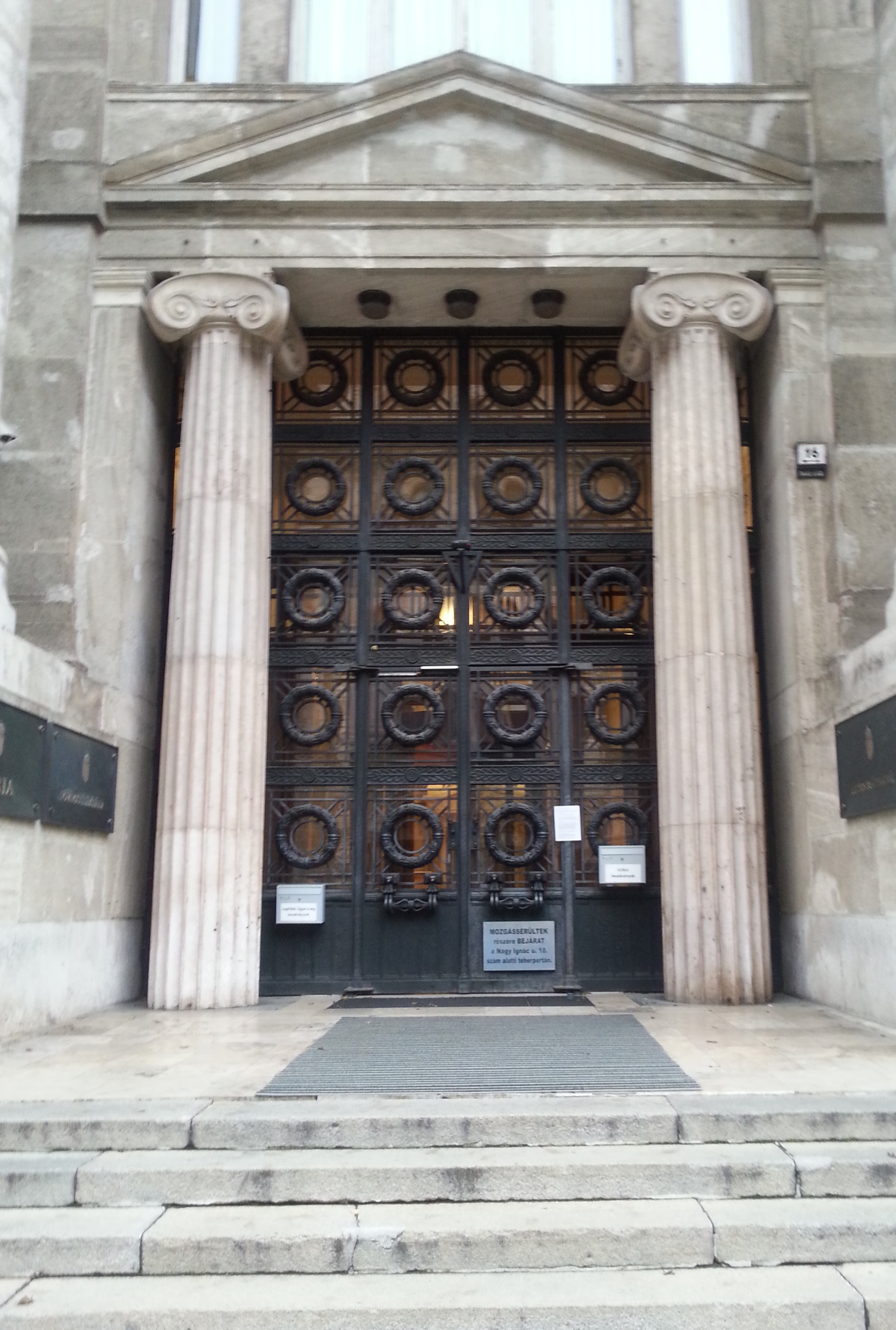
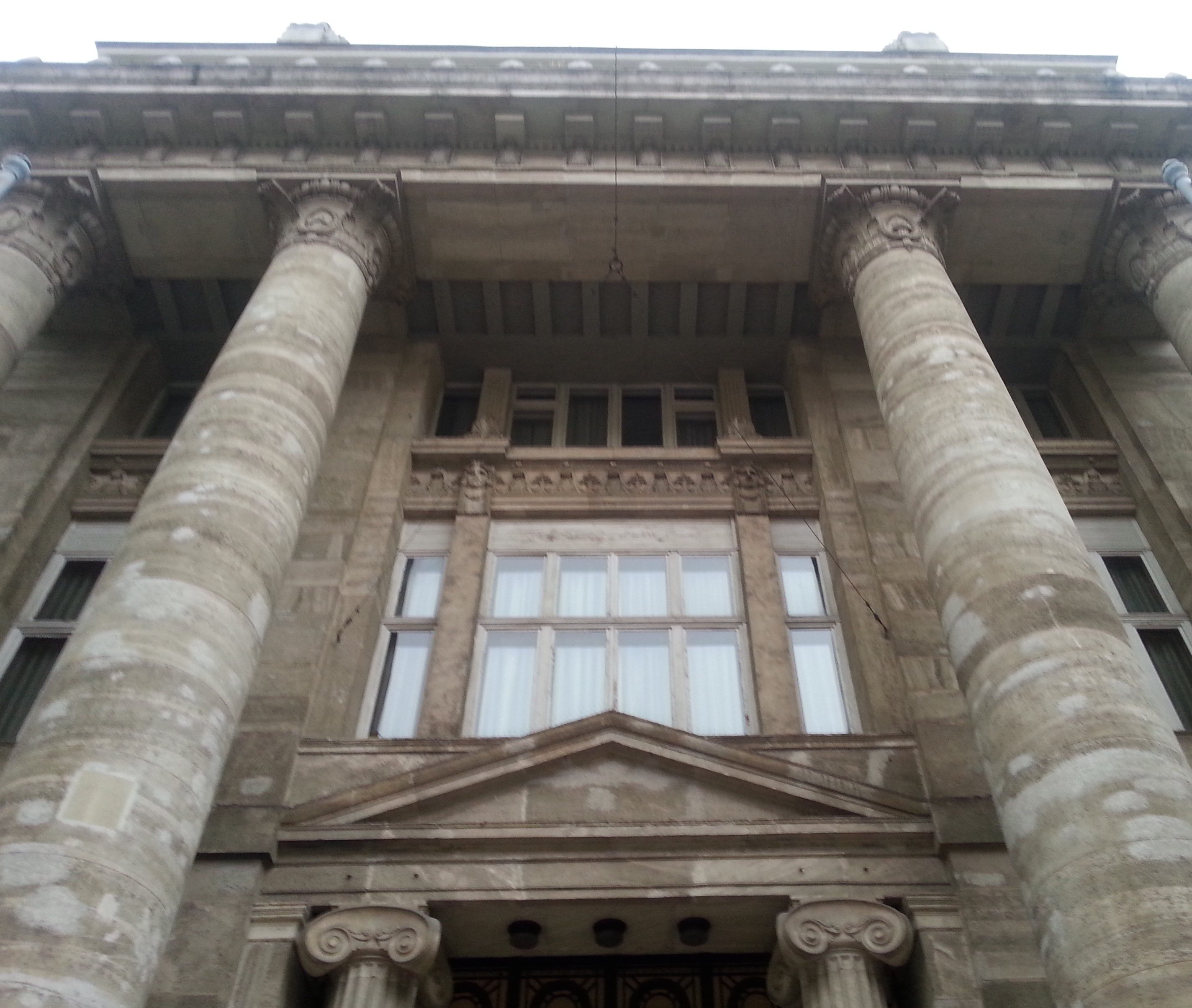
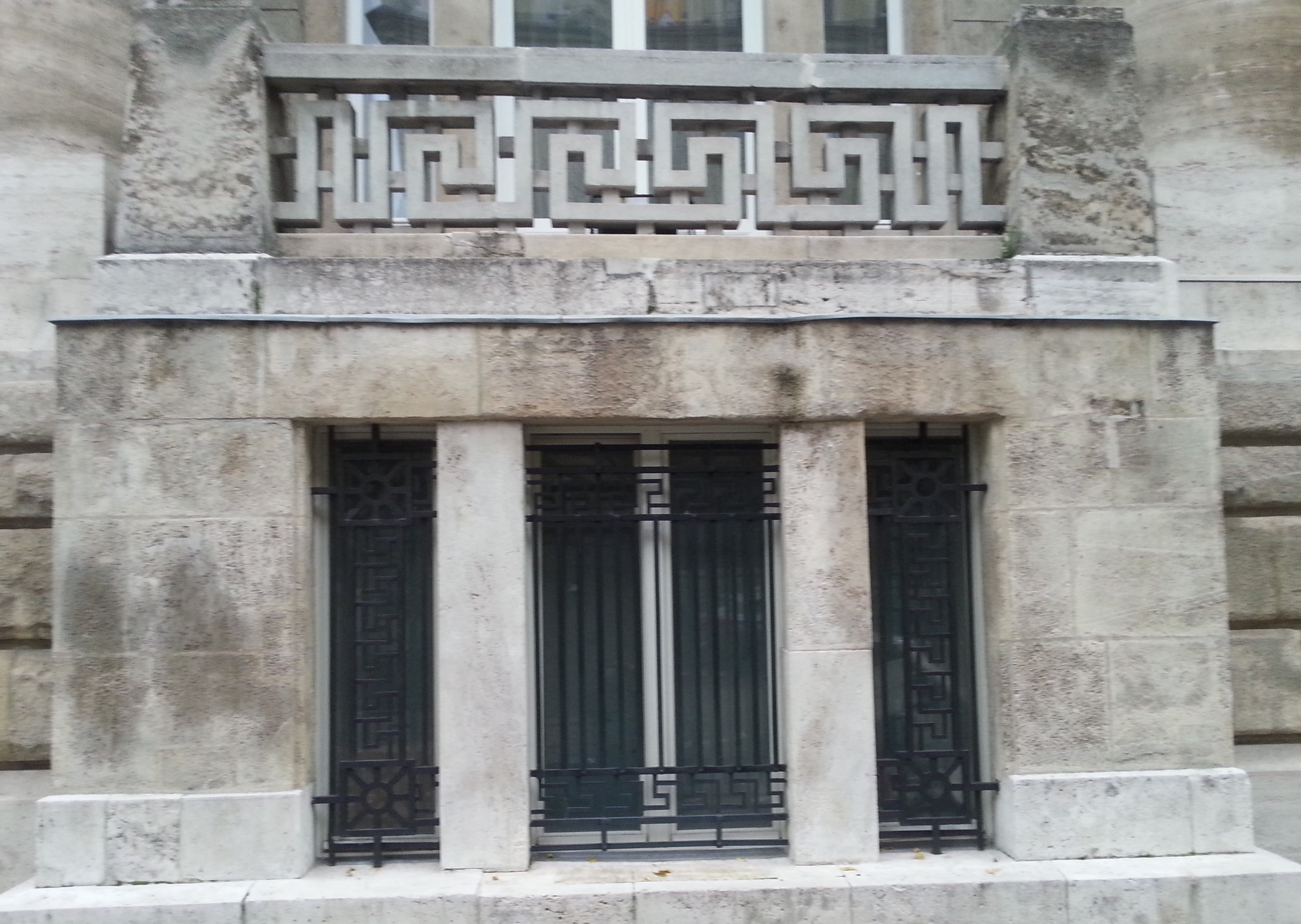
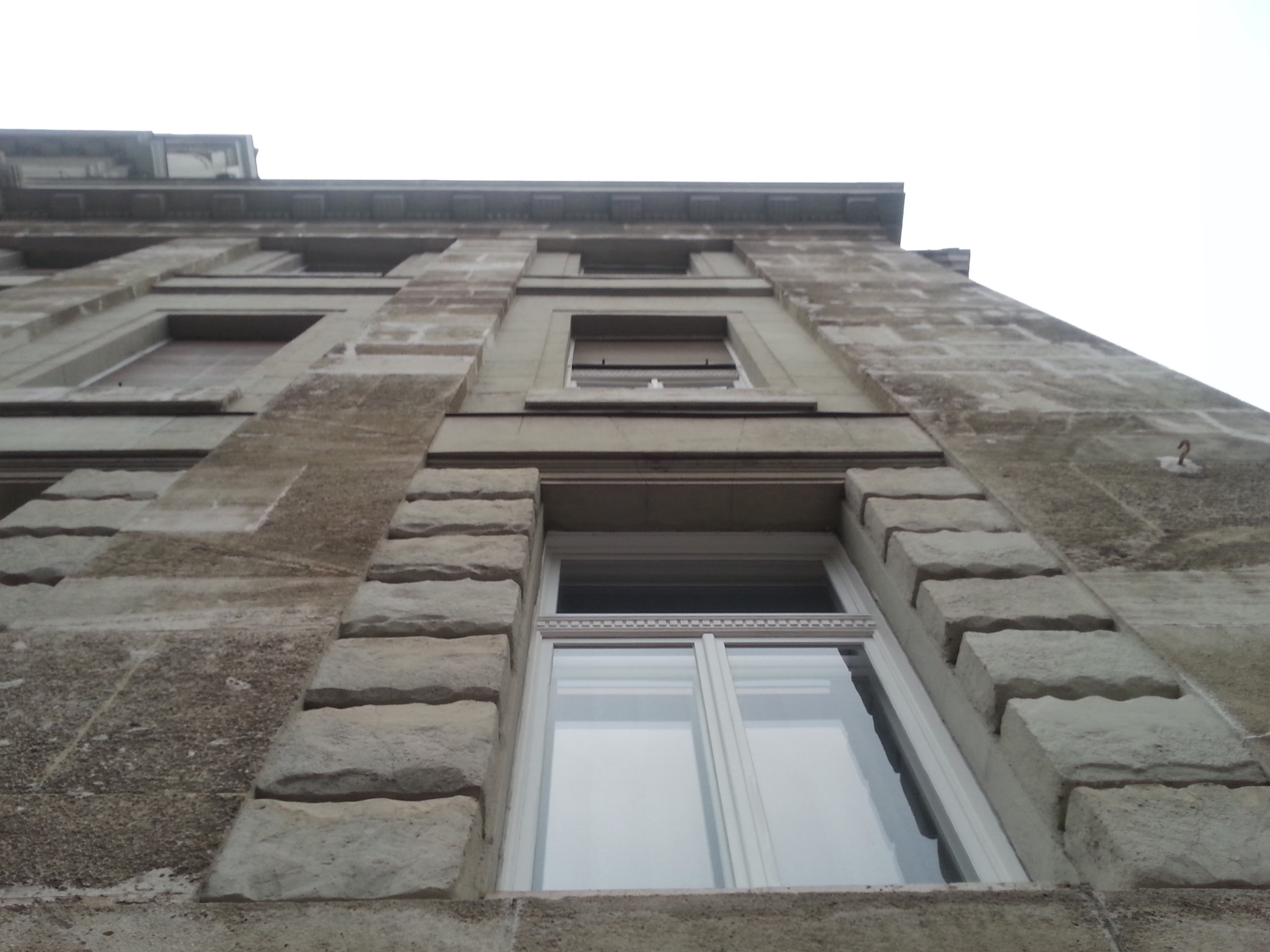
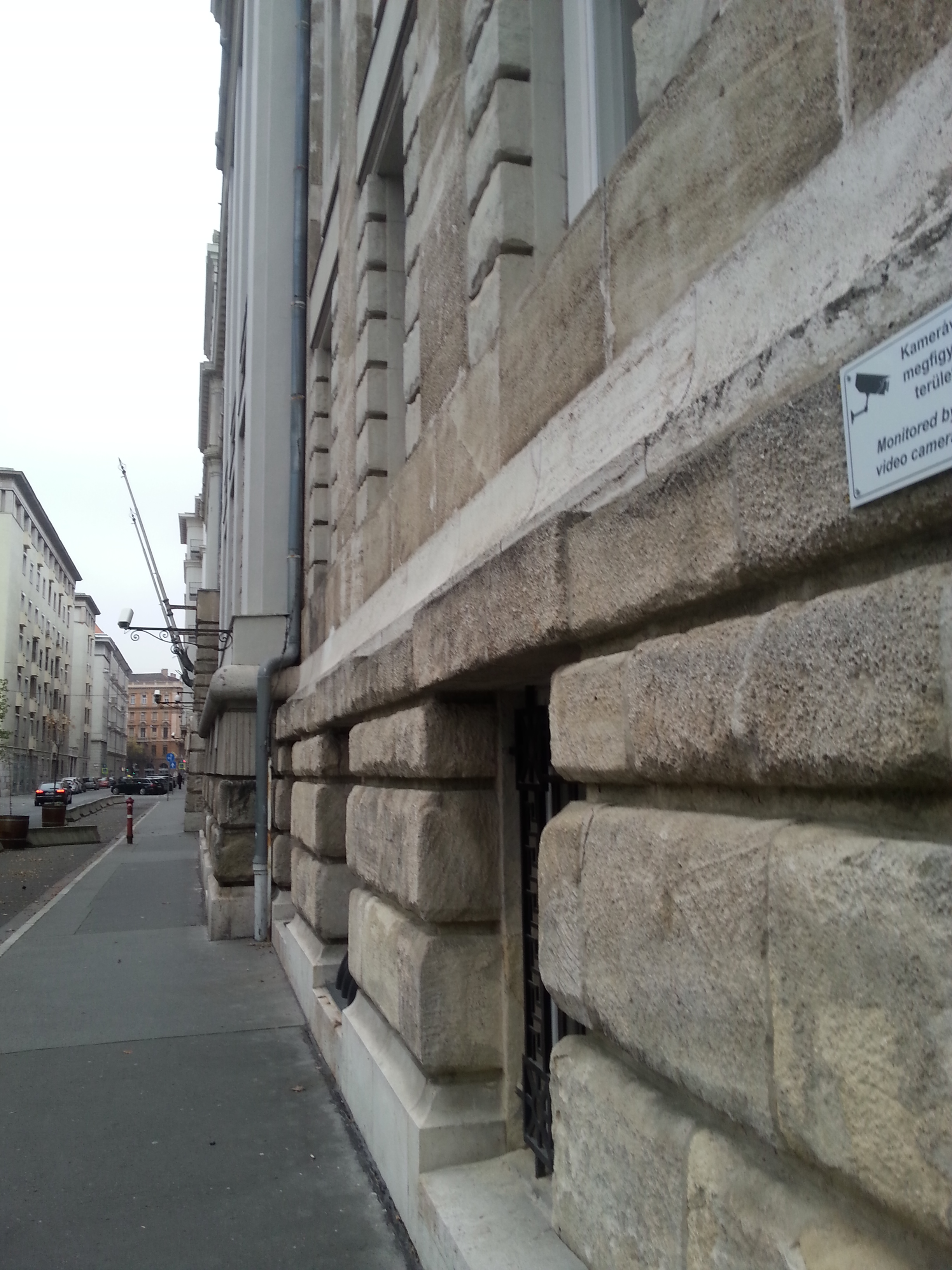
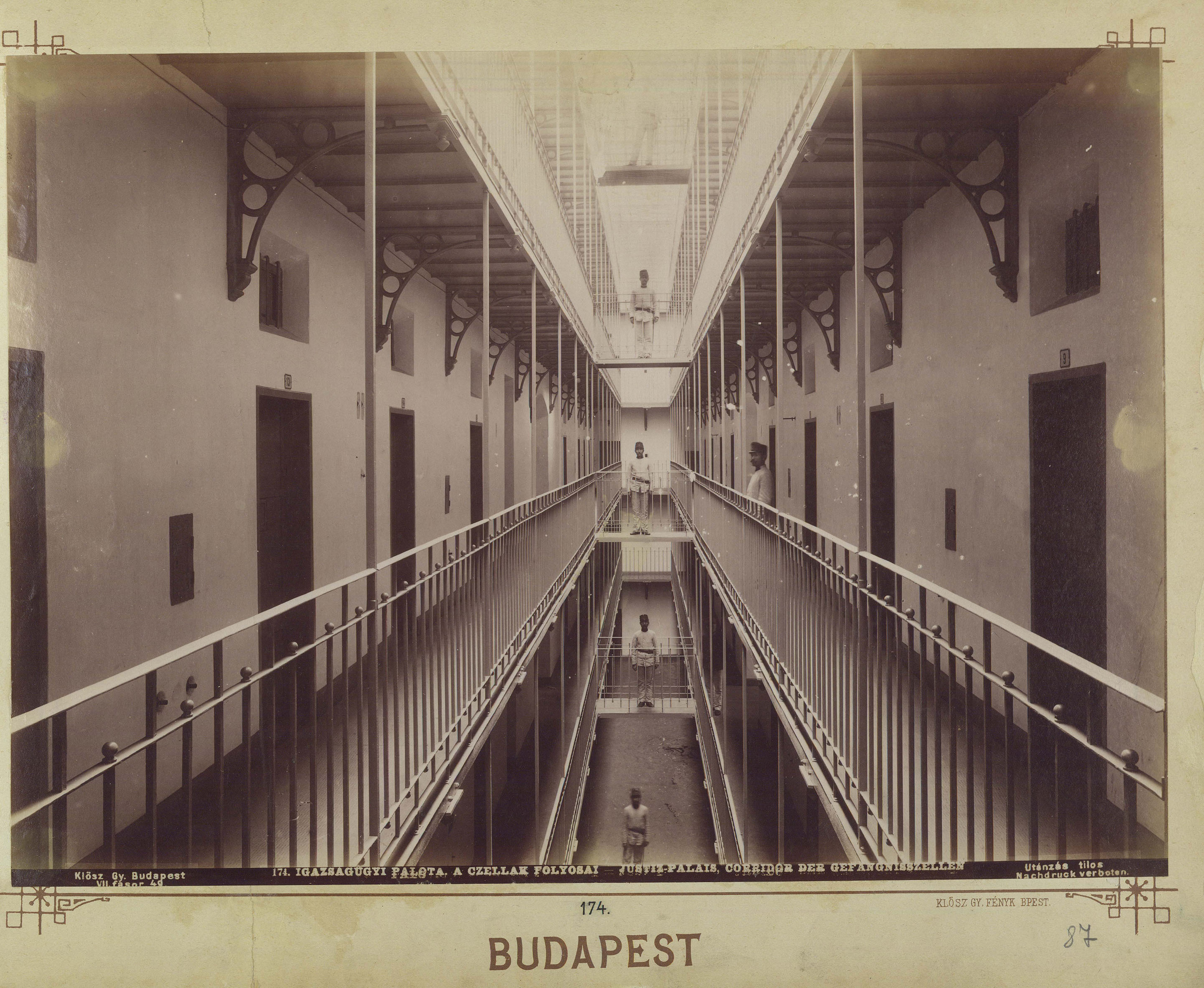

## Egyéb hivatkozások
- Magyar életrajzi lexikon I–IV. Főszerk. Kenyeres Ágnes. Budapest: Akadémiai.  1967–1994. Fellner Sándor
- Magyar zsidó lexikon. Szerk. Ujvári Péter. Budapest: Magyar Zsidó Lexikon. 1929. Fellner Sándor
- Egy nagyszerű historista — Fellner Sándor, 2019. ápr. 11.
- 160 éve született Fellner Sándor építész, 2017. okt. 18.
- Az Igazságügyi Palota is megnyílik a Budapest100-on, 2015. ápr. 10.